# 펭귄 블룸
《펭귄 블룸》(영어: Penguin Bloom)은 오스트레일리아에서 제작된 글렌딘 어빈 감독의 2020년 드라마 영화이다. 실화에 바탕을 두었다.

## 줄거리
2013년 남편 캐머런, 아들 셋과 태국으로 가족 여행을 간 샘은 발코니에서 떨어져 등뼈 두 군데가 부러지면서 가슴 아래로 마비가 된다. 오스트레일리아로 돌아온 샘은 전처럼 서핑을 즐길 수 없는 휠체어 신세가 된 것을 괴로워한다.
일 년 뒤 아들들이 다친 까치 새끼를 발견하고 집에 가져와 펭귄이라는 이름을 붙인다. 샘은 펭귄을 치료하고 정을 주면서 조금씩 마음을 치유하기 시작한다.

## 출연
- 나오미 와츠 - 샘 블룸 역
- 앤드루 링컨 - 캐머런 블룸 역
- 재키 위버 - 잰 역
- 레이철 하우스 - 게이 역
- 리애나 월스먼 - 카일리 역
- 리사 헨즐리 - 브론 역
- 지아 커리디스 - 메건 역

## 수상
- 2020년 제45회 토론토국제영화제 후보 특별한 발표 부문